# Неизвестный по имени царь Персиды II
Неизвестный по имени царь Персиды II — царь Персиды в конце I века.
Имя этого царя неизвестно, так как на его нумизматическом материале отсутствуют разборчивые надписи. Он был царём Персиды — вассальным властителем в Парфянской державе. По мнению авторов Ираники, его предшественником был сын Намбеда Напад, с которым, по замечанию иранского исследователя Х. Резахани, могли быть связаны некоторые из монет этого безымянного царя. Преемником стал Автофрадат IV.